# Monticello (Iowa)
Monticello is een plaats (city) in de Amerikaanse staat Iowa, en valt bestuurlijk gezien onder Jones County.

## Demografie
Bij de volkstelling in 2000 werd het aantal inwoners vastgesteld op 3607. In 2006 is het aantal inwoners door het United States Census Bureau geschat op 3728, een stijging van 121 (3,4%).

## Geografie
Volgens het United States Census Bureau beslaat de plaats een oppervlakte van 9,6 km², waarvan 9,5 km² land en 0,1 km² water. Monticello ligt op ongeveer 313 m boven zeeniveau.

## Plaatsen in de nabije omgeving
De onderstaande figuur toont nabijgelegen plaatsen in een straal van 20 km rond Monticello.